# Kazimierz Głaz
Treść tego artykułu może nie być zgodna z zasadami neutralnego punktu widzenia.
 Po wyeliminowaniu niedoskonałości należy usunąć szablon [[Szablon:Dopracować|]] z tego artykułu.
Kazimierz Głaz (ur. 26 marca 1931 w Borkach Nizińskich, zm. 22 września 2023 w Toronto) – artysta malarz. Swoją twórczość określał mianem sensybilizmu. Od 1968 roku mieszkał i tworzył w Toronto w Kanadzie.
Eksponował swoje prace na licznych wystawach zbiorowe i indywidualnych w Kanadzie, we Francji, Niemczech i w Polsce, m.in. w galerii Zachęta w Warszawie. Zdobył wiele nagród i wyróżnień; w 1965 roku na IV Międzynarodowym Biennale w Paryżu na wniosek Marca Chagalla otrzymał nagrodę Erasmus Prize na pobyt i pracę twórczą we Francji.
W 1989 roku nakładem Wydawnictwa Literackiego w Krakowie wydał książkę zawierającą wspomnienia o Witoldzie Gombrowiczu, którego poznał podczas pobytu we Francji w latach sześćdziesiątych.

Najbardziej znanymi seriami jego obrazów i grafik są Impresje Moskiewskie oraz Ujęcie III Exoteryczne.

Wydaje książki bibliofilskie oraz tworzy pierwsze stałe kolekcje sztuki współczesnej w szkołach.

## Życiorys
Kazimierz Głaz studiował malarstwo monumentalne na Wydziale Ceramiki i Szkła PWSSP we Wrocławiu (1950–1956), gdzie uzyskał dyplom z malarstwa pod kierunkiem prof. Stanisława Dawskiego. W latach 1955–1958 mieszkał w Wałbrzychu, gdzie sformułował „Manifest sensybilistyczny" i założył Niezależną Szopkę Sensybilistyczną. W 1957 r. z Michałem Jędrzejewskim i grupą przyjaciół przygotował w Teatrze Kameralnym we Wrocławiu spektakl-akcję pt.Sensybilism, czyli nie wolno robić z publiczności balona. Wydarzenie to traktowane jest jako pierwszy happening w Polsce. 
W 1958 r. powrócił do Wrocławia. W 1962 r. uczestniczył w wycieczce do Moskwy i Leningradu. Dwutygodniowy pobyt w Rosji zapoczątkował jego nową serię obrazów wynikających z fascynacji sztuką bizantyjską. Za obrazy z cyklu Impresje moskiewskie pokazane w 1965 r. na Ogólnopolskiej Wystawie Młodego Malarstwa w Sopocie otrzymał jedną z głównych nagród oraz roczne stypendium twórcze Ministerstwa Kultury i Sztuki, jak również udział w IV Międzynarodowym Biennale Malarstwa w Paryżu. Zdobycie na Biennale nagrody Erasmus Prize, przyznanej przez Marca Chagalla, umożliwiło mu trzyletni pobyt we Francji. W 1966 r. został zaproszony przez Michael Karolyi Fondation do Vence na Lazurowym Wybrzeżu. Tam poznał Marca Chagalla, Maxa Ernsta, Joana Miró i Witolda Gombrowicza. Swoje wspomnienia ze spotkań z pisarzem przekazał w książce Gombrowicz w Vence wydanej w jego opracowaniu w Toronto (1985) i w krakowskim Wydawnictwie Literackim (1989). Pod koniec 1968 r. wyjechał do Kanady i zamieszkał w Toronto. W 1969 r. zorganizował Toronto Center for Contemporary Art. Wspólnie z artystami kanadyjskimi założył Community Art Collections. Wydawał swoje książki bibliofilskie. Obok pracy twórczej, prowadził na początku działalność pedagogiczną – był profesorem grafiki i rysunku na Wydziale Sztuki Centralnej Szkoły Technicznej.

## Twórczość
We wczesnym, wałbrzyskim okresie twórczości szukał inspiracji w surowym pejzażu górniczym. W mocno ciętych, budowanych na kontraście czerni i bieli drzeworytach, w uproszczony niemal do granic abstrakcji, syntetyczny sposób utrwalał jego strukturę. Decydujący wpływ na wybór własnej drogi miała wyżej wspomniana wycieczka do Moskwy i Leningradu. 

Z wyprawy tej przywiozłem jak cenną kontrabandę, nowe nieznane mi dotąd doznania; niepokój, fascynację niewidzialnymi rzeczami, potrzebę szukania poza strefą materialną.

W pracach z pierwszego cyklu Impresji moskiewskich czytelne jeszcze były odniesienia do architektury i malarstwa ikon, ale z czasem owe aluzje dotyczące zewnętrznej formy zostały zredukowane do najprostszych znaków – symboli i stosowania charakterystycznej dla malarstwa ikon palety barw. Konsekwentny brak narracji rekompensowała, charakterystyczna dla całej dojrzałej twórczości Kazimierza Głaza, aura tajemnicy, nastrój kontemplacji, obecność pierwiastka szeroko pojętego sacrum. 

We Francji, pod wpływem fascynacji południowym światłem, powstały malowane na płótnie lub papierze Vibracions du Midi. Próby uchwycenia zmiennej, intrygującej, natury światła podjął też w formach przestrzennych konstruowanych z blachy i plastikowej siatki (seria Eclairage rythmique). W Kanadzie zrealizował cykle litografii Approach III-Esoteric, The Power of Silence oraz grafiki, obrazy olejne i gwasze z serii The Essence. Cechuje je prostota i logika układów kompozycyjnych. Abstrakcyjne, wypełnione pulsującym kolorem i wewnętrznym światłem kompozycje emanują spokojem. 

Chciałem wprowadzić Ciszę jako równoważny element wizualny, przy pomocy którego buduje się plastyczne wartości tak jak buduje się w muzyce wartość dźwięku

## Wystawy
- Wrocław: 
  - 1956: Salon Sygnałów;
  - 1957: Salon Sztuki Współczesnej „Desa” (K: Jan Chwałczyk);
  - 1962: Salon Wystawowy Klubu MPiK (K: A. Dzieduszycki);
  - 1967: Muzeum Architektury;
  - 1972: (K: A. Rao; opisowy biogram),
  - 1976: (K: K. Głaz). Salon BWA przy ul. Świdnickiej;
  - 1974: (K:M. Hermansdorfer),
  - 1989: (K: K. Głaz, list M. Chagalla z 1966, nota, wybór bibliografii 1967-1981),
  - 2000: (K: M. Hermansdorfer, J. Madeyski, nota) Muzeum Narodowe;
  - 1975: Klub MPiK (K: M. Hermansdorfer);
  - 1980: (K: K. Głaz),
  - 1997: (K: J. Madeyski, A. Rybczyński, K. Głaz; kalendarium 1931-1968) BWA- Galeria Sztuki Współczesnej „Awangarda”; Galeria X;
  - 1992: Galeria Miejska;
  - 1997: Galeria Sztuki Współczesnej; Opus Gallery;
- 1967: Paryż, Galerie Transposition;
- 1968: Vence, Galerie Odil Harel (Składanka z notą);
- Toronto:
  - 1970 University of Toronto, School of Architecture (druki towarzyszące);
  - 1972: Hart House Gallery (składanka, A. Rao);
  - 1972, 1978, 1981, 1984, 1987, 1988, 1993, 1995, 1996, 1998: Toronto Centre for Contemporary Art (druki towarzyszące);
  - 1974: Malborough Godard Graphics;
  - 1975: City Hall;
  - 1976: Humber College Gallery;
  - 1982: Ministry of Citizenship and Culture (folder);
  - 1991, 1993, 1998 Pekao Gallery (druki towarzyszące);
  - 2005: Metro Hall (składanka);
- 1983: Waterloo, Sir Wilfrid Laurier University - Concours Gallery;
- 1982: Montreal, Gallerie As;
- 1988: Wałbrzych, Muzeum Okręgowe (K);
- 1989: Łódź, Ośrodek Propagandy Sztuki BWA (K:K. Głaz, nota, bibliografia);
- Kraków:
  - 1989: Pawilon Wystawowy BWA (K);
  - 1997: Międzynarodowe Centrum Kultury (K: J. Madeyski);
- Warszawa:
  - 1989: Centrum Sztuki Studio im. ST. I. Witkiewicza (K wspólny z Łodzią, Wrocławiem i Krakowem);
  - 2000: Galeria Zachęta (K: M. Hermansdorfer, J. Madeyski);
  - 2004: Galeria Prezydencka, Pałac Branickich (zaproszenie z tekstem K. Przylickiego, K Seweryn Kuter);
- 1990: Mielec, Muzeum Regionalne(K); Rzeszów, Dom Sztuki BWA (K wspólny z Mielcem);
- 1991: Sandomierz, Muzeum Regionalne;
- 1995: Lublin, Galeria Grodzka BWA (K:A. Rybczyński, A. Dzieduszycki, K. Głaz);
- 1998: Chełm, Galeria 72 Muzeum Okręgowego (plakat z tekstem B. Kowalskiej)
- 2008: Chełm, Galeria 72
- 2008: Mielec, Muzeum Regionalne (Jadernówka)
- 2009: Elbląg, Centrum Sztuki Galera EL w Elblągu